# 鴨肉飯

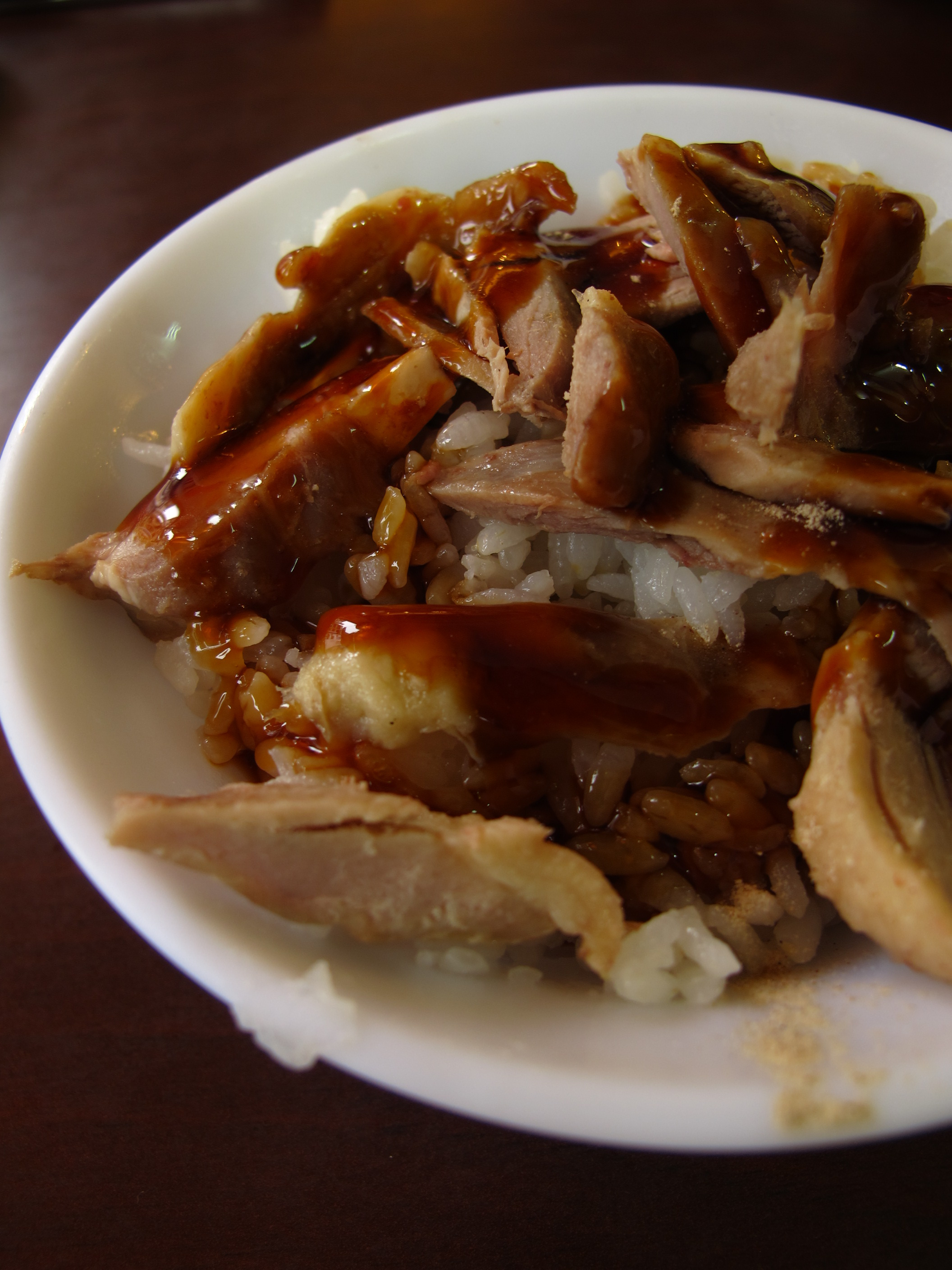

鴨肉飯是一種臺灣小吃，北港鴨肉飯尤其有名，當地有許多店家，最早據說有百年歷史。鴨肉飯常與當歸鴨一同販賣。

## 作法
基本作法是將鴨肉蒸熟切成絲放到飯上，再淋上紅蔥酥香油混合的鴨油。
作法與嘉義火雞肉飯類似，只是把白飯上的雞肉絲改成鴨肉絲，雞油改成鴨油。

## 種類
有些店家會提供鴨滷飯，就是將滷肉飯的滷肉與鴨肉飯的鴨肉醬汁各淋一半到飯上。